# Кохія Давид Малхазович
Давид Малхазович Кохія (нар. 22 квітня 1993, Москва, Росія) — російський та грузинський футболіст, півзахисник «Шевардені-1906».

## Клубна кар'єра
Народився в Москві, футболом розпочав займатися в столичній академії «Спартак-2». У 2008 році виїхав до України, де продовжив виступи на юнацкому рівні в київських клубах КСДЮШОР, «Атлет» та «Зміна-Оболонь». У 2010 році перейшов до молодіжної команди «Динамо». У київському клубі виступав до січня 2011 року. Після цього повернувся до Росії, де уклав контракт з «Волгою» (Нижній Новгород). У сезонах 2011 та 2012 років виступав за молодіжну команду «Волги» в молодіжному чемпіонаті Росії (25 матчів у 2011 році, 7 — у 2012 році, 27 матчів — у сезоні 2012/13 років.
Дорослу футбольну кар'єру розпочав у «Гагрі». Дебютував у другому дивізіоні грузинського чемпіонату 18 жовтня 2013 року в переможному (4:1) домашньому поєдинку 8-о туру проти «Імереті». Давид вийшов на поле в стартовому складі, а на 46-й хвилині його замінив Константіне Замадзе. У чемпіонаті Грузії того сезону провів 2 матчі. Влітку 2014 року переїхав до Молдови, де підписав контракт з «Зарею». Дебютував у складі колективу з Бєльців 17 серпня 2014 року в програному (0:1) виїзному поєдинку 4-о туру Національного дивізіону проти «Саксана». Кохія вийшов на поле в стартовому складі та відіграв увесь матч. Єдиним голом у футболці «Зарі» відзначився 28 вересня 2014 року на 73-й хвилині переможного (2:0) домашнього поєдинку 9-о туру чемпіонату Молдови проти «Динамо-Авто». Давид вийшов на поле в стартовому складі, а на 89-й хвилині його замінив Іван Домбровський. В еліті молдовського чемпіонату зіграв 13 матчів, відзначився 1 голом.
13 лютого 2015 року, після успішного перегляду, підписав 1,5-річний контракт з сербською «Воєводиною». Проте за сербський клуб не зіграв жодного офіційного матчу, й через шість місяців сторони домовилися про дострокове розірвання угоди. Влітку 2016 року повернувся до Грузії, де підсилив «Зугдіді», у футболці якого дебютував 6 листопада 2016 року в програному (0:3) домашньому поєдинку 12-о туру проти «Сіоні». Давид вийшов на поле на 31-й хвилині, замінивши Дмитра Зозулю. У складі «Зугдіді» зіграв 3 матчі в чемпіонаті Грузії.
19 липня 2018 року підписав контракт з «Сумами». У складі «городян» дебютував 28 липня 2018 року в переможному (3:1) домашньому поєдинку 2-о туру Першої ліги проти кропивницької «Зірки». Кохія вийшов на поле в стартовому складі та відіграв увесь матч. У складі «Сум» зіграв 10 матчів у Першій лізі та 2 поєдинки у кубку України. Під час зимової перерви сезону 2018/19 років залишив розташування «городян». У середині січня 2019 року побував на перегляді в одеському «Чорноморці», проте вже через декілька днів залишив розташування «моряків».
5 березня 2019 року вільним агентом перебрався до грузинського «Шевардені-1906». Дебютував у футболці столичного клубу 4 квітня того ж року в переможному (1:0) виїзному поєдинку 5-о туру другого дивізіону чемпіонату Грузії проти «Гагри». Давид вийшов на поле на 67-й хвилині, замінивши Ніколоза Джишкаріані. У середині квітня 2019 року отримав річну дискваліфікацію (плюс три роки умовно) від Федерації футболу України за участь у договірних матчах.

## Кар'єа в збірній
У 2012 році виступав у складі юнацької збірної Грузії U-19, того ж року дебютував у футболці молодіжної збірної країни проти однолітків з Хорватії. Також виступав за грузинську молодіжку в 2013 році, проте більшість цих матчів офіційно не визнавалися УЄФА, тому на офіційному сайті організації вказано, що Давид зіграв 1 матч у футболці молодіжної збірної Грузії.